# Baicheng
Baicheng is een stadsprefectuur in het noordwesten van de noordoostelijke provincie Jilin, Volksrepubliek China.

## Geboren
- Zhang Shujing (1978), marathonloopster